# Кастан Фейф
Кастан Фейф (швед. Kasten Feif; 29 вересня 1661, Стокгольм — 12 березня 1739) — барон. Супроводжував на різних посадах Карла XII в його експедиціях, був при королі під час Калабалика. По поверненню з Туреччини зайняв посаду представника радника закордонної експедиції.